# アモン (ユダ王)
アモンは、ユダ王国の第15代の王である。
父マナセの死後、22歳で即位した。ユダヤ宗教ではなく、外国の宗教を熱心に信仰したマナセの政策を踏襲した。2年後に家臣の謀反により殺害され、息子ヨシヤが8歳で即位した。